# Ed Asner
Eddie Asner (Kansas City, Misuri, 15 de noviembre de 1929-Los Ángeles, 29 de agosto de 2021) fue un actor estadounidense, ganador de cinco Globos de Oro y siete Premios Emmy, presidente del Screen Actors Guild, y principalmente conocido por su papel como Lou Grant en The Mary Tyler Moore Show y en el spin-off de esa serie, Lou Grant.

## Biografía y carrera artística
Ed Asner nació en Kansas City, Misuri, el 15 de noviembre de 1929, como el menor de cinco hermanos. Sus padres, Morris David Asner (1879-1957), nacido en Lituania, manejaba una tienda de segunda mano, y Lizzie Seliger (1885-1967), nacida en Odesa, entonces parte del Imperio ruso, era ama de casa.
Comenzó a participar en obras de teatro durante su estancia en la Universidad de Chicago y tuvo varios trabajos, como empleado de una acerera, taxista y operario de General Motors. Entre 1951 y 1953 sirvió en el Cuerpo de Señales del Ejército de los Estados Unidos, participando en la guerra de Corea.
Luego de abandonar el ejército, comenzó a trabajar en obras de teatro en Chicago y Nueva York, antes de empezar a conseguir roles menores en televisión.
En 1965 participó como actor invitado en la serie El fugitivo, en el capítulo «Three Cheers for Little Boy Blue», en el papel de Roy Malinek, en el que recibía a un amigo llamado Georgie (Richard Anderson), que sería benefactor de su ciudad natal mediante la construcción de un parque industrial, aunque debido a los celos trata de asesinarlo, pero "El Fugitivo" (David Janssen) lo impide. En 1966 interpretó el papel de Bart Jason, antagonista principal de la película El Dorado, junto a John Wayne y Robert Mitchum.
Entre 1970 y 1977 participó en la serie The Mary Tyler Moore Show, y entre 1977 y 1982 protagonizó el spin-off de esta serie, Lou Grant.
En 1977 se unió al elenco de la miniserie Raíces, basada en la novela homónima de Alex Haley, en la que interpretó al capitán Thomas Davies, un prestigioso marino que por necesidad económica se ve obligado a aceptar el mando del velero Lord Ligonnier, un barco destinado al traslado de esclavos desde la costa de Gambia, en África, hasta Annapolis, en Maryland (Estados Unidos), lo que le provoca un conflicto moral con sus principios cristianos. Asner ganó el premio Emmy por dicho papel.
Dio voz a J. Jonah Jameson, el editor del Daily Bugle, en la serie de animación para televisión Spider-Man (1994) y fue la voz de Ben Parker, el tío de Peter Parker / Spiderman, cuyo homicidio inspiró a Peter Parker a ser superhéroe, en la serie de animación The Spectacular Spider-Man (2008). En 1999 formó parte del elenco de The Bachelor como Sid Gluckman, padre de Jimmie, interpretado por Chris O'Donnell.
En 2002 dio vida al cardenal Angelo Roncalli en la miniserie Juan XXIII, el papa de la paz.
En 2003 Asner fue Santa Claus en la película Elf, protagonizada por Will Ferrell. En 2009 le puso voz a Carl Fredricksen en Up, película de animación de Pixar. En marzo de 2013 fue la estrella invitada en el remake de la serie de televisión Hawaii Five-0 (2010), en la que dio vida a August March, papel que ya había interpretado en la serie original de 1979. Participó en 2014 en el elenco de la película El inventor de juegos. En 2018 interpretó a Sid, el padrastro rico de Johnny Lawrence en la serie Cobra Kai.
Falleció en Los Ángeles, California, el 29 de agosto de 2021, a los 91 años, de causas naturales.